# Петербург Достоевского
Петербу́рг Достое́вского — образ города Санкт-Петербурга, созданный в книгах писателя. Впервые Петербург Достоевского как феномен рассмотрен в одноимённой книге Николая Анциферова.
Основой для создания образа города послужили как петербургские адреса Ф. М. Достоевского и его окружения, так и другие улицы, площади и дома, ставшие прообразами мест, где разворачивалось действие его произведений. Например:
- «Дом старухи-процентщицы» (Канал Грибоедова, 104);
- «Дом Раскольникова» (Гражданская ул., 19);
- «Дом Сони Мармеладовой» (Канал Грибоедова, 73) — дом с тупым углом[1].

Город у Достоевского является необходимой частью, продолжением его петербургских романов и повестей. Подлинность изображения города помогает усилить ощущение подлинности событий в произведениях.
Юрий Лотман писал: «В творчестве молодого Достоевского Петербург как бы охватывает собой все художественное пространство и, соответственно, получает право представлять собой Россию. В итоговом произведении — „Братьях Карамазовых“ — Петербург воплощает в себе скорее болезнь России, её „страхи и ужасы“ (выражение Гоголя), — соответственно „выздоровление“ мыслится как преодоление Россией в себе петербургского начала. Творчество Достоевского начинается как естественное развитие петербургского мифа и не менее связано с „петербургским пространством“, чем „Медный всадник“ Пушкина».

## Знакомство с Петербургом
Переход в нижний офицерский класс летом 1841 года означал для Достоевского обретение желаемой свободы. С этого момента он мог жить вне Инженерного замка. Начиная с этого момента, Достоевский по-настоящему узнаёт Петербург. Фёдор Михайлович вдруг сильно увлекается театром, посещает много концертов и балетных спектаклей. Игра актрисы Лиллы Леве, по воспоминаниям Ризенкампфа, подтолкнула Достоевского к замыслу «Марии Стюарт». В это время Достоевский посетил все концерты Ференца Листа. Весной 1842 года Фёдор Михайлович переселился в квартиру в Графском переулке у Владимирской церкви. Загородные прогулки, пикники, балы и маскарады в Дворянском собрании Достоевский игнорировал. Тем не менее, по воспоминаниям современников, «при своей страстной натуре, при своей жажде все видеть, все узнать кидался без разбора в те и другие развлечения».